# 浪漫鎗聲
《浪漫鎗聲》（英語：Romancing Bullet），2000年上映的香港电影，导演何澍培，主演莫少聪、万绮雯、李修賢、姜重植、吴岱融、許紹雄。

## 剧情
该片讲述殺手AK所發生及被警察追捕的故事。

## 演员
| 演员   | 角色   | 配音   | 备注       |
| 莫少聪 | AK     | 潘文柏 | 職業殺手   |
| 万绮雯 | 余晴   |        | 新紮殺手   |
| 李修賢 | 鄧sir  | 羅偉傑 | 國際刑警   |
| 姜重植 | Jim    |        | 國際刑警   |
| 吴岱融 | 金榮光 | 葉振聲 | 黑幫老大   |
| 許紹雄 | 譚Sir  | 黃志明 | 警察       |
| 吳瑞庭 | 方鴻耀 |        |            |
| 劉俊輝 | 黃一新 | 羅偉傑 | 死者       |
| 梁啟智 |        |        | 遊艇老闆   |
| 麥偉堅 |        | 羅偉傑 | 金榮光手下 |

## 外部連結
- 香港影庫上《浪漫鎗聲》的資料（繁體中文）
- 豆瓣电影上《浪漫鎗聲》的資料 （简体中文）
- 互联网电影数据库（IMDb）上《浪漫鎗聲》的资料（英文）

1. ↑  香港影庫上《浪漫鎗聲》的資料（繁體中文）